# Пол-Мари Йембит
Пол-Мари Йембит (на френски: Paul-Marie Yembit) (22 декември 1917 – 1979) е първият вицепрезидент на Габон при управлението на Леон М'ба.
Член е на етническата група бапуну. Роден е в Нденде и учи в местното католическо училище, а след това в гимназията в Ламбарене. Занимава се с бизнес в Муила от 1943 до 1952 г.
След това е избран от Парламента на провинция Нгуние да я представлява. През март 1957 г. е преизбран от федералния парламент. Член е на Габонския демократичен блок.
Става министър на земеделието и животновъдството през март 1957 г. Запазва този пост, докато става вицепрезидент на вече незвисим Габон през февруари 1961 г. М'ба заменя Йембит с Омар Бонго през ноември 1966 г.
Йембит умира на 60-годишна възраст в Либревил на 21 януари 1978 г.